# Alfa Romeo RL
Alfa Romeo RL — спортивний автомобіль італійської автомобільної компанії Alfa Romeo, що вироблявся у період з 1922 до 1927 року. Це була перша спортивна модель компанії після Першої світової війни. Автомобіль було спроектовано у 1921 році італійським конструктором Джузеппе Мерозі. Модель мала шестициліндровий рядний (L6) двигун з верхнім розташуванням клапанів. Всього було випущено три різні модифікації: «Normale», «Turismo» і «Sport». Але компанією і випускались спеціальні версії автомобіля. Модель RLTF («Targa Florio») була перегоновою версією RL. Вона важила у два рази менше, ніж звичайна версія. Двигун мав два карбюратори і сім підшипників замість чотирьох. У 1923 році до команди «Alfa Romeo» входили такі гонщики як Антоніо Аскарі, Уго Сівоччі, Енцо Феррарі та Джуліо Мазетті. Автомобіль Сівоччі було прикрашено зеленим листком конюшини (італ. Quadrifoglio — чотирилиста конюшина) на білому фоні, а після того як він виграв перегони «Targa Florio» у 1923 році, вважалось, що ця емблема стала приносити удачу й перетворилась на символ спортивних автомобілів компанії Alfa Romeo.
У 1927 році два різні автомобілі версії RLSS («Super Sport») взяли участь у перегонах «Mille Miglia» («Тисяча миль»), але обидва вибули після нетривалого лідирування у перегонах.
Модель 1925 року RL Super Sport версія з рідкісним, оригінальним кузовом від компанії «Thornton Engineering Company» з Бредфорда (Велика Британія), розміщена у постійній експозиції Брукландської виставки в Автомобільному музеї Фонду Сімеоне у Філадельфії (штат Пенсільванія, США). Це один з лише дев'яти RLSS, які залишились.
Усього було вироблено 2640 одиниць автомобіля моделі RL.
Варіації моделі, що випускались протягом 1922—1927 років:
- RL Normale, 2916 куб.см, 56 к.с. (1922—1925)
- RL Turismo, 2996 куб.см, 61 к.с. (1925—1927)
- RL Sport, 2996 куб.см, 71 к.с. (1922—1927)
- RL Super Sport, 2996 куб.см, 71 к.с. (1922—1927)
- RL Super Sport Castagna, 84 к.с.
- RL Super Sport Zagato, 89 к.с.
- RL Targa Florio, 3154 куб.см, 95 к.с. (1923)
- RL Targa Florio, 2994 куб.см, 90 к.с. (1924)
- RL Targa Florio, 3620 куб.см, 125 к.с. (1924)

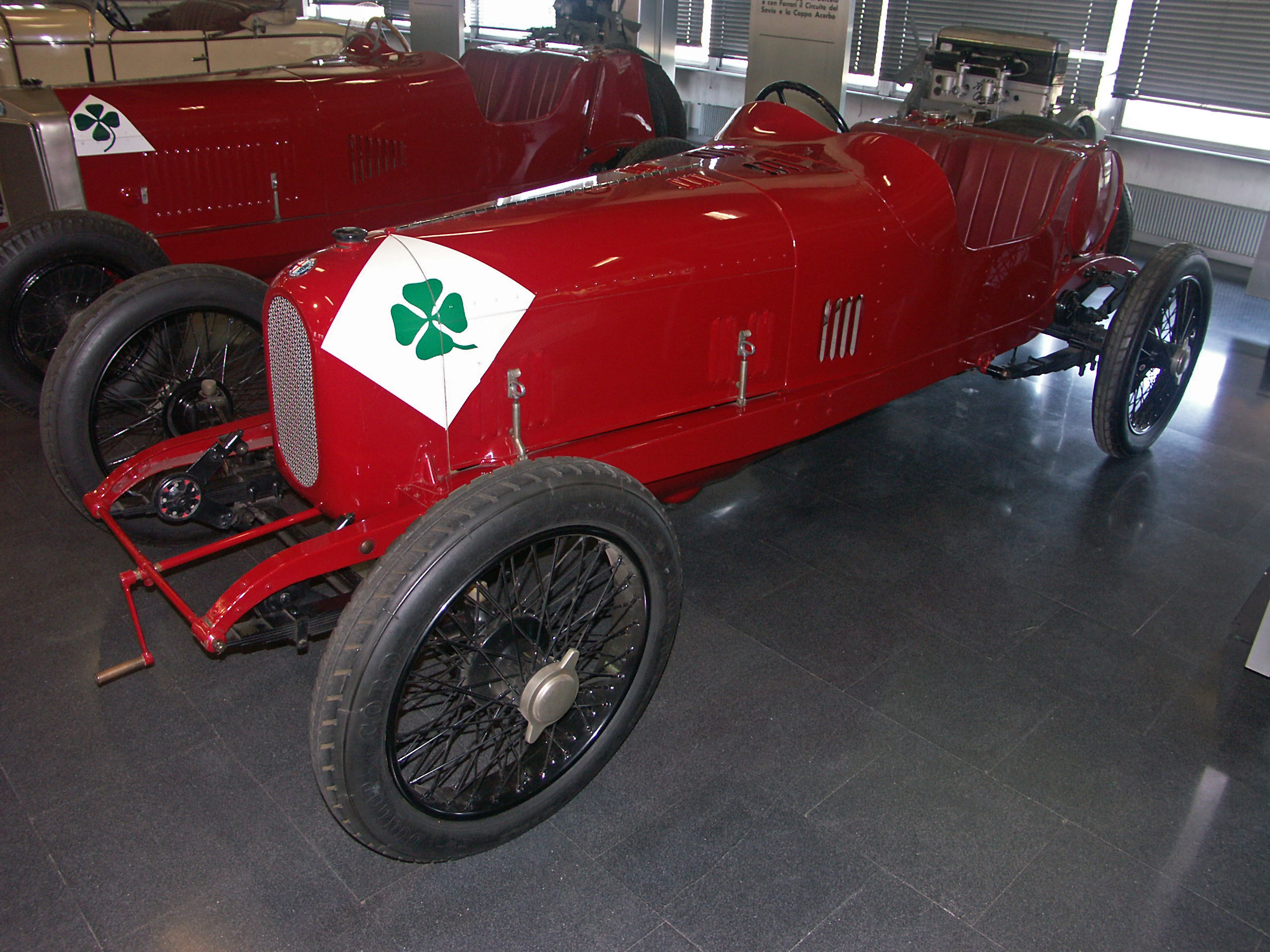
Alfa Romeo RL Targa Florio
- Коротке відео з 1924 про RL Targa Florio
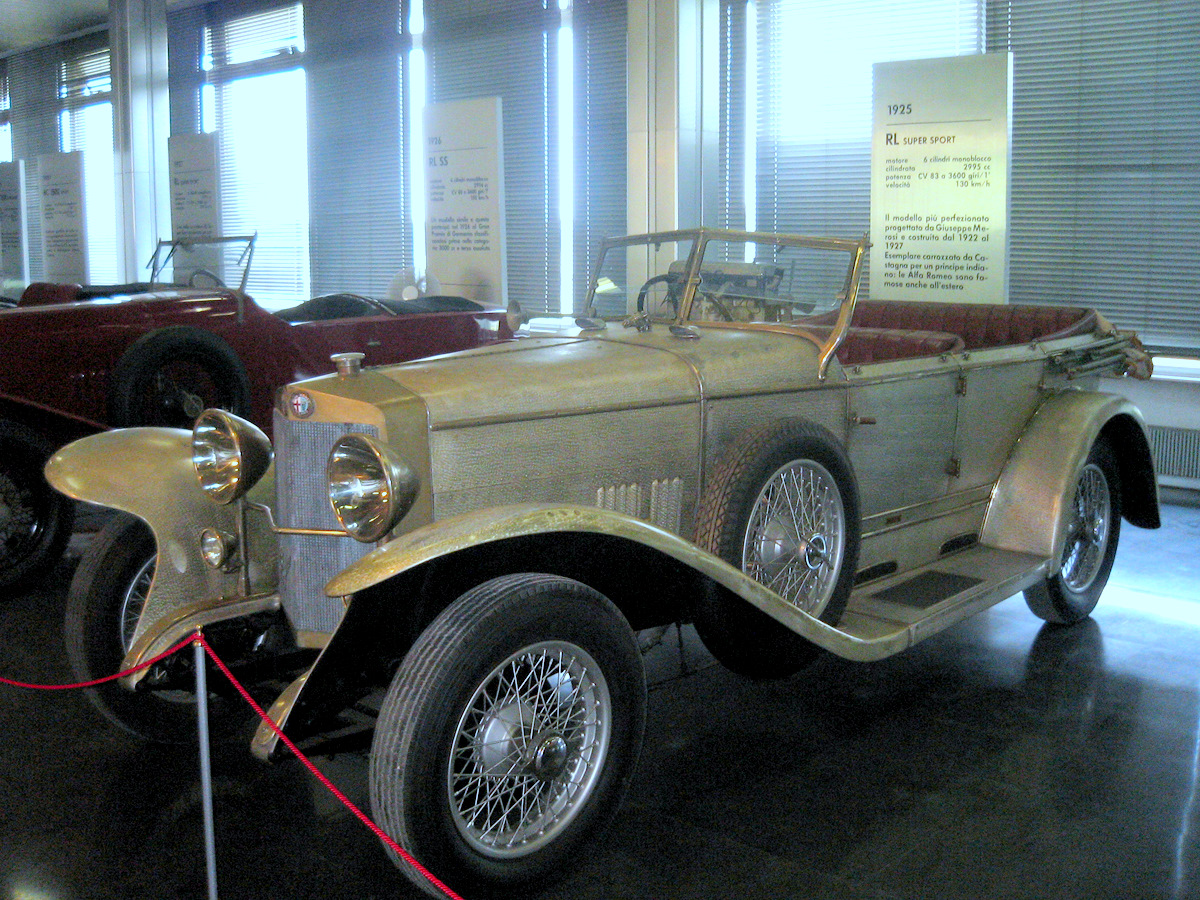
Alfa Romeo RL Super Sport в алюмінієвому корпусі від «Carrozzeria Castagna[en]» з Мілана